# كريل عديم القرون
كريل عديم القرون (الاسم العلمي: Thysanopoda astylata) هو نوع من المفصليات يتبع جنس كريل مهدب القدم من الفصيلة الكريلية.